# 무한상상실
무한상상실(Idea Factory)은 과학관, 도서관, 주민센터 등 생활공간에 설치되는 창의적인 공간으로 국민의 창의성, 상상력, 아이디어를 발굴하고, 이러한 아이디어를 기반으로 시험․제작을 하거나 UCC제작․스토리 창작 등을 할 수 있는 공간을 말한다.

## 무한상살실 유형

### 공방 · 실험형 상상과학교실
창의적인 아이디어를 공방, 실험실에서 전문가의 지도하에 실험하고 시제품들을 제작해 보는 공간이다.

### R&D 연계형 아이디어클럽
상상력과 창의력을 기반으로 한 아이디어를 R&D 성과로 이어질 수 있도록 연구개발 과제화로 연계 · 발전시킬수 있도록 하는 공간이다.

### 스토리텔링 클럽
과학기술 기반의 스토리 또는 문화 콘텐츠(영상물, UCC, 도서 등)을 제작할 수 있는 공간이다.

### 청년 아이디어 클럽
아이디어를 시제품으로 만들어보고, 전문가의 멘토링을 통해 창업으로 발전할 수 있도록 지원하는 공간이다.